# Thế tử biến mất rồi!
Thế tử biến mất rồi! (tiếng Hàn: 세자가 사라졌다 (Sejaga sarajyeotda)) là một bộ phim truyền hình Hàn Quốc sắp ra mắt với sự tham gia của các diễn viên Suho, Hong Ye-ji, Myung Se-bin, Kim Joo-hun, and Kim Min-kyu. Bộ phim dự kiến sẽ được phát sóng vào khung giờ 21:40 (KST) thứ Bảy và Chủ nhật hàng tuần trên kênh truyền hình MBN từ ngày 13 tháng 4 năm 2024.

## Nội dung
Bộ phim lấy bối cảnh thời kỳ Joseon, kể về vị Thế tử để hạ Lee-geon (Suho) vô tình gặp rắc rối khi bị Choi Myeong-Yoon (Hong Ye-ji) - người phụ nữ với định mệnh sẽ trở thành chính thất của anh - bắt cóc. Trên đường trốn chạy, mối tình lãng mạn nảy nở giữa hai người.

## Diễn viên

### Nhân vật chính
- Suho vai Thế tử để hạ Lee-geon: con đích trưởng của vua Hae-jong mặc dù mẹ của anh đã mất, được phong làm Thế tử sau khi cha anh lên ngôi sau một cuộc nổi loạn.[7] [8]
- Hong Ye-ji vai Choi Myung-yoon: Cô có biệt tài cưỡi ngựa và chữa bệnh xuất sắc.[9]

- Myung Se-bin vai Đại phi Min Soo-ryun[10]
- Kim Joo-hun vai Choi Sang-rok: Cha của Choi Myung-yoon, là một ngự y của vương thất ở Nội Y viện.[11]
- Kim Min-kyu vai Đại quân Do-seong: Em trai cùng cha khác mẹ của Lee-geon có kỹ năng võ thuật xuất sắc.[12]
- Yoo Se-rye vai Vương phi họ Yoon: Người vợ chính thất thứ 2 của Quốc vương Hae-jong, là một người giàu tình cảm và đồng cảm.[13]

### Nhân vật phụ
- Jeon Jin Oh vai Quốc vương Hae-jong / Chúa thượng điện hạ: Vị vua hiện tại của Triều Tiên, và cũng là cha của Lee-geon và Đại quân Do-seong[14][15]
- Cha Kwang-soo vai Yoon Yi-gyeom: Tả nghị chính (Tả tướng), cha của Vương phi họ Yoon[14][8]
- Kim Seol-jin vai Gab-seok: người hầu cận và cũng là bạn đồng hành của Lee-geon ở Đông cung[14][8]
- Park Sung-yeon vai Thượng cung Kim thị: Thượng cung của Đại phi họ Min.[8]
- Son Jong-bum vai Yoon Jeong-dae: Nắm giữ chức quan Phán doãn đứng đầu Hán Thành Phủ.[8]
- Seo Jae-woo vai Mu-baek: Hộ vệ và cũng là cánh tay phải của Choi Sang-rok.[8]
- Kim No-jin vai Oh-wol: Nô tì của Choi Myung-yoon.[8]
- Hayden Won vai Cheol-du: Người bạn tâm giao của Đại quân Do-seong.[8]
- Jung Yoon-seo vai Thượng cung Cho: Thượng cung của Vương phi họ Yoon.[8]
- Kim Sung-hyun vai Han Sang-su: Nội quan (thái giám) của Lee-geon.[8]
- Kim Tae-geun vai Kim Dae-seung: quan Tư gián trong Tư gián viện.[8]
- Park Gi-ho vai Thượng thiện Park: Người cai quản Nội Thị phủ, cũng là Nội quan của vua Hae-jong.[8]
- Choi Jong-yoon vai Jung-yeong: lính Cấm vệ của Nội Cấm vệ.[8]
- Nam Kyung-eup vai Mun-hyeong Đại giám: ông ngoại của Lee-geon (tức bố của Vương phi đã mất, bố vợ của vua Hae-jong).[8]

## Sản xuất

### Phát triển
- "Thế tử biến mất rồi!" được chắp bút bởi bộ đôi biên kịch Kim Ji-soo và Park Chul, cả hai đều là biên kịch của bộ phim Bossam: Đánh Cắp Số Phận (2021); và được đạo diễn bởi Kim Jin-man, người cũng là đạo diễn của hai tác phẩm Kill Me, Heal Me (2015) và Stealer: The Treasure Keeper (2023). Quá trình quay phim được thực hiện trong năm 2023.[1][16]

- Vào tháng 10 năm 2023, các công ty sản xuất Chorokbaem Media và Superbook Co., Ltd. đã ký thỏa thuận kinh doanh với Thành phố Mungyeong để hỗ trợ sản xuất bộ phim.[17]

### Lựa chọn diễn viên
- Các diễn viên Suho, Hong Ye-ji, Kim Min-kyu, và Myung Se-bin đã được lựa chọn vào tháng 9 và tháng 11 năm 2023.[6][18][19][10] Cả ba cùng với nam diễn viên Kim Joo-hun đã được xác nhận chính thức rằng sẽ đóng các vai chính của bộ phim.[20]

## Phát sóng
- MBN thông báo ngày dự kiến ra mắt của "Thế tử biến mất rồi!" là ngày 9 tháng 3 năm 2024 và bộ phim sẽ được phát sóng vào tối thứ Bảy và Chủ nhật hàng tuần.[20]